# Elaeocarpus nouhuysii
Elaeocarpus nouhuysii är en tvåhjärtbladig växtart som beskrevs av Sijfert Hendrik Koorders. Elaeocarpus nouhuysii ingår i släktet Elaeocarpus och familjen Elaeocarpaceae. Inga underarter finns listade i Catalogue of Life.